# Кастелето Вила (Верчели)
Кастелето Вила је насеље у Италији у округу Верчели, региону Пијемонт.
Према процени из 2011. у насељу је живело 109 становника. Насеље се налази на надморској висини од 348 м.